# Pentanemus quinquarius
Pentanemus quinquarius és una espècie de peix pertanyent a la família dels polinèmids i l'única del gènere Pentanemus.
És present a l'oceà Atlàntic oriental: des del Senegal
fins a Angola.
És un peix d'aigua marina i salabrosa, demersal i de clima tropical (17°N-18°S, 18°W-14°E) que viu entre 10 i 70 m de fondària
sobre fons sorrencs i fangosos.
Pot arribar a fer 35 cm de llargària màxima (normalment, en fa 25).
Menja peixos i gambes.
És inofensiu per als humans.